# Alepia montana
Alepia montana är en tvåvingeart som beskrevs av Freddy Bravo 2008. Alepia montana ingår i släktet Alepia och familjen fjärilsmyggor. Inga underarter finns listade i Catalogue of Life.